# ユーライア・ヒープ
ユーライア・ヒープ（英語: Uriah Heep）は、イングランド出身のロックバンド。レッド・ツェッペリンやディープ・パープルと並んでハイトーン・ヴォーカルを擁し、ハードロックの草創期から活動するグループの一つ。1970年代に全盛期を迎えた。
1980年代半ばまではメンバーの入れ代わりが激しかったが、1986年以降は、ほぼ固定メンバーで活動。デビュー以来、メンバーによる重厚なコーラス・スタイルを特徴とする。

## 略歴

### 黎明期

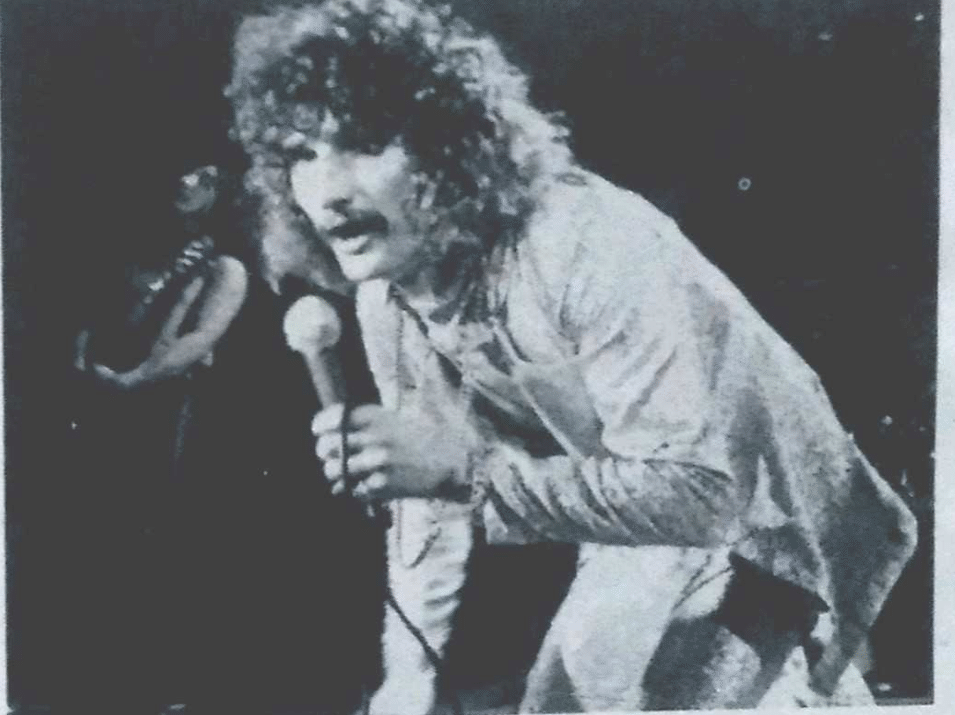
デヴィッド・バイロン(Vo) 1974年

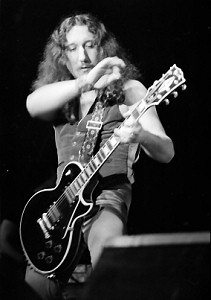
ミック・ボックス(G) 1977年

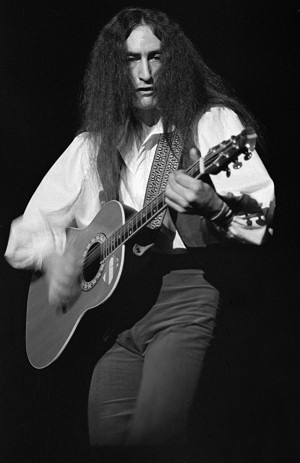
ケン・ヘンズレー(Key) 1977年

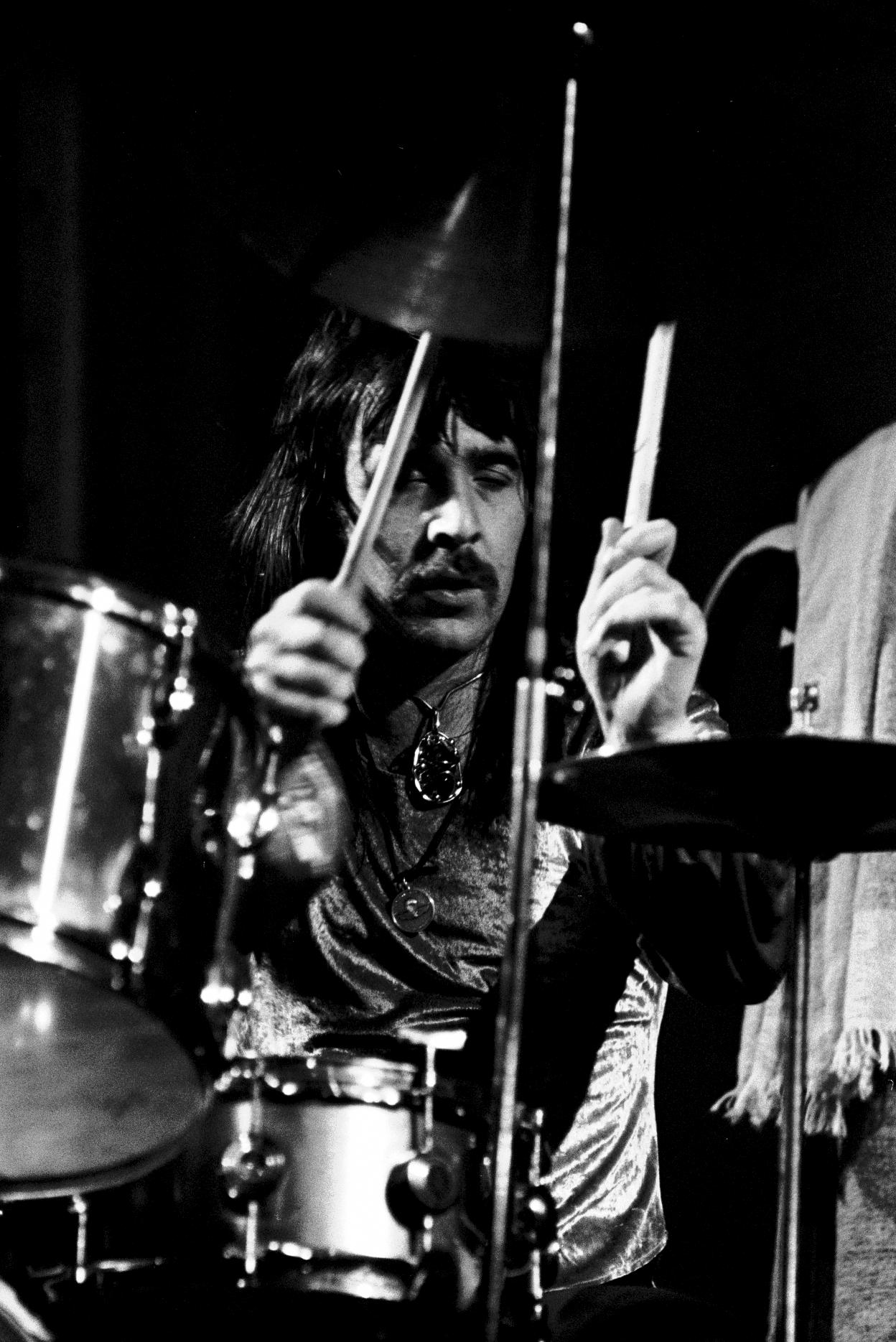
リー・カースレイク(Ds) 1973年

1960年代中頃、ミック・ボックス（ギター）が結成していた「ストーカーズ」にデヴィッド・バイロン（ボーカル）が加入。
1967年、ストーカーズが解散し、ミック・ボックスとデヴィッド・バイロンは「スパイス」を結成。途中ポール・ニュートン（ベース）、アレックス・ネピアー（ドラムス）を迎え、活動を行う。
1969年末、スパイスを「ユーライア・ヒープ」に改名（詳細は下記参照）。後にケン・ヘンズレー（キーボード/リズムギター）が加入。諸事情により翌1970年初頭までスパイス名義で活動し、同3月から新生グループとして本格始動する。途中ドラマーをナイジェル・オルソンに交替させて、1stアルバム『ユーライア・ヒープ・ファースト』を完成させ、1970年6月19日、ヴァーティゴ・レーベルからデビュー。短期間だけツアーに参加したナイジェル・オルソンに代わって、キース・ベイカーがドラムを務める。
1971年、シンフォニックな2ndアルバム『ソールズベリー』を発表。同年ドラマーをイアン・クラークに交替させ、プロデュ―サーのジェリー・ブロンが設立したブロンズ・レコードから歴代の代表作となる3rdアルバム『対自核』を発表、1971年11月13日付の全英アルバムチャートで39位を記録して、バンド初の全英トップ100アルバムとなった。

### 全盛期
1972年、ドラマーにリー・カースレイク、ベーシストにマーク・クラークを迎える。ツアーから参加したクラークはわずか3ヶ月在籍しただけで次作の制作レコーディング中に脱退。後任ベーシストにニュージーランド出身のゲイリー・セインを迎えて、ロジャー・ディーンをアート・ワークに起用したアルバム『悪魔と魔法使い』発表。同アルバムからは「安息の日々（Easy Livin）」が日本でスマッシュ・ヒットした。続いて、同傾向のアルバム『魔の饗宴』を発表。再びロジャー・ディーンがアート・ワークを担当した。
1973年3月、初の日本公演。16日の日本武道館でのコンサートを皮切りに、計5回のコンサートを開催。同年、アルバム『スイート・フリーダム』発表。
1974年、初期ヒープらしさを持った最後のアルバム『夢幻劇』発表。ゲイリー・セインはコンサート中に感電事故に遭い重傷を負い、復帰するものの薬物中毒から脱却することができずに、結局解雇される。

### ジョン・ウェットン加入
1974年、元キング・クリムゾンのジョン・ウェットンが、レコーディングにベーシスト兼ボーカルとして加入し、1975年にアルバム『幻想への回帰』を発表。全英7位を記録し、グループにとって唯一の全英トップ10アルバムとなる。同12月、ゲイリー・セインがヘロインの過剰摂取の事故により死亡（27歳没）。
1976年、曲作りの時点から参加したウェットンとヘンズレーとの共作を含むスタジオ・アルバム『ハイ・アンド・マイティ』を発表、ウェットンがヘンズレーとリード・ボーカルをともにとる「ワン・ウェイ・オア・アナザー（One Way Or Another）」はシングルとしてリリースされた。また同年バンドはアルコール中毒の問題を抱えていたデヴィッド・バイロンを解雇。そしてジョン・ウェットンはU.K.の活動専念のためにグループを脱退している。

### デヴィッド・バイロン脱退 - ケン・ヘンズレー脱退

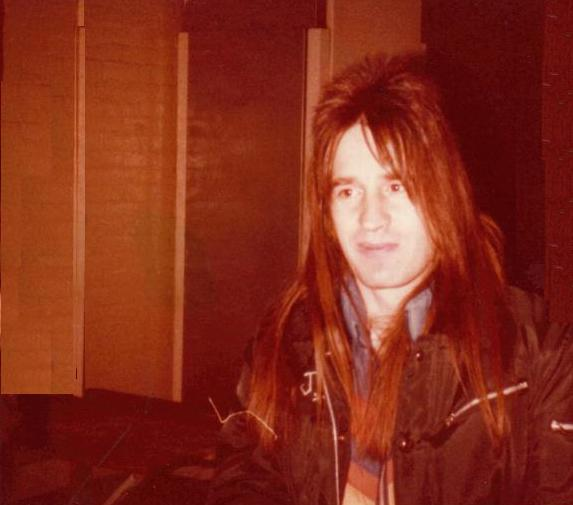
トレヴァー・ボルダー(B) 1980年

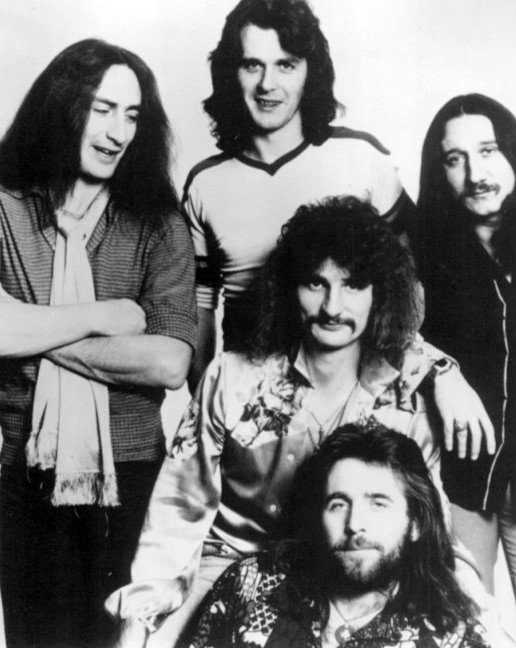
1977年ラインナップ

1977年、新ボーカリストにジョン・ロートン、新ベーシストにトレヴァー・ボルダーを迎え、『ファイアフライ』発表。
1978年、ハード・ポップ色を色濃くしたアルバム『罪なきいけにえ』発表、また、アルバム『堕ちた天使』を発表。1979年に「Five Miles」セッションでアルバム1枚分のマテリアルを残すものの、リー・カースレイクとジョン・ロートンが脱退し、幻のアルバムと化す (この時期の再発CD盤などで一部音源が聴ける)。
1980年、ジョン・スローマンをボーカル、クリス・スレイドをドラムに迎えたアルバム『征服者』発表。オリジナル・キーボーディストのケン・ヘンズレー脱退。後にカナダ人キーボーディストのグレッグ・デシャートを迎え、シングル「シンク・イット・オーヴァー」を発表。アルバムも1枚分のマテリアルを残すものの未発表に終わる。トレヴァー・ボルダー、ジョン・スローマン、クリス・スレイド、グレッグ・デシャート脱退。その後、ユーライア・ヒープは活動停止状態へ。ミック・ボックスはミック・ボックス・バンドとして活動を続ける。

### 再始動
1980年、ミック・ボックスのバンドのレコーディング契約にユーライア・ヒープの名前が必要になったので再編成。元ヘヴィ・メタル・キッズ、ライオンのジョン・シンクレア（キーボード）、トラピーズのピート・ゴールビー（ボーカル）が参加して約2年の停滞期間の後、オジー・オズボーン・バンドを脱退したリー・カースレイク（ドラムス）とボブ・デイズリー（ベース）を迎えたことによってレコーディングにこぎつけられる様になりハードでキャッチーなアルバム『魔界再来』（1982年）を発表。Paul Bliss作の「ザッツ・ザ・ウェイ・ザット・イット・イズ」は、アメリカでは『ビルボード』のメインストリーム・ロック・チャートで25位を記録するシングル・ヒットとなる。
1983年、同メンバーでスタジオ・アルバム『ヘッド・ファースト』を発表。レコーディング後にボブ・デイズリーの後任にトレヴァー・ボルダーが復帰し、プロモーション・ツアーを行う。
1985年、2月にオリジナル・メンバーのデヴィッド・バイロンがアルコール依存症にともなう肝硬変により死去（38歳没）。CBS傘下のポートレイト・レーベル（日本ではエピック・レコード）に移籍し、16thアルバム『イクウェイター』発表。ピート・ゴールビー、ジョン・シンクレアが同年脱退した。

### 元グランプリ組加入 - リー・カースレイク脱退
1986年、かつて所属していたブロンズ・レコード倒産。ボーカリストにステフ・フォンテイン、キーボーディストにフィル・ランゾンを迎えて活動再開。11月にフォンテインを解雇し、ボーカリストをバーニー・ショウに変更し活動。1988年、新ラインナップで収録したライブ・アルバム『ライヴ・イン・モスクワ』をリリース。1989年、新ラインナップでは初となるスタジオ・アルバム『レイジング・サイレンス』を発表。
1991年、スタジオ・アルバム『ディファレント・ワールド』発表。18年ぶりの来日公演を行う。1995年のスタジオ・アルバム『シー・オブ・ライト』は、23年ぶりにロジャー・ディーンがアートワークを手がけ、音楽的にも初期の作風に回帰した作品と評されている。バーニー・ショウが喉の手術を行ったため、一部ツアーでは代役として、ジョン・ロートンが参加。1998年、スタジオ・アルバム『ソニック・オリガミ』発表。以降はスタジオ・アルバムの発表は無く、ライブ活動に専念する。

### ラッセル・ギルブルック加入後

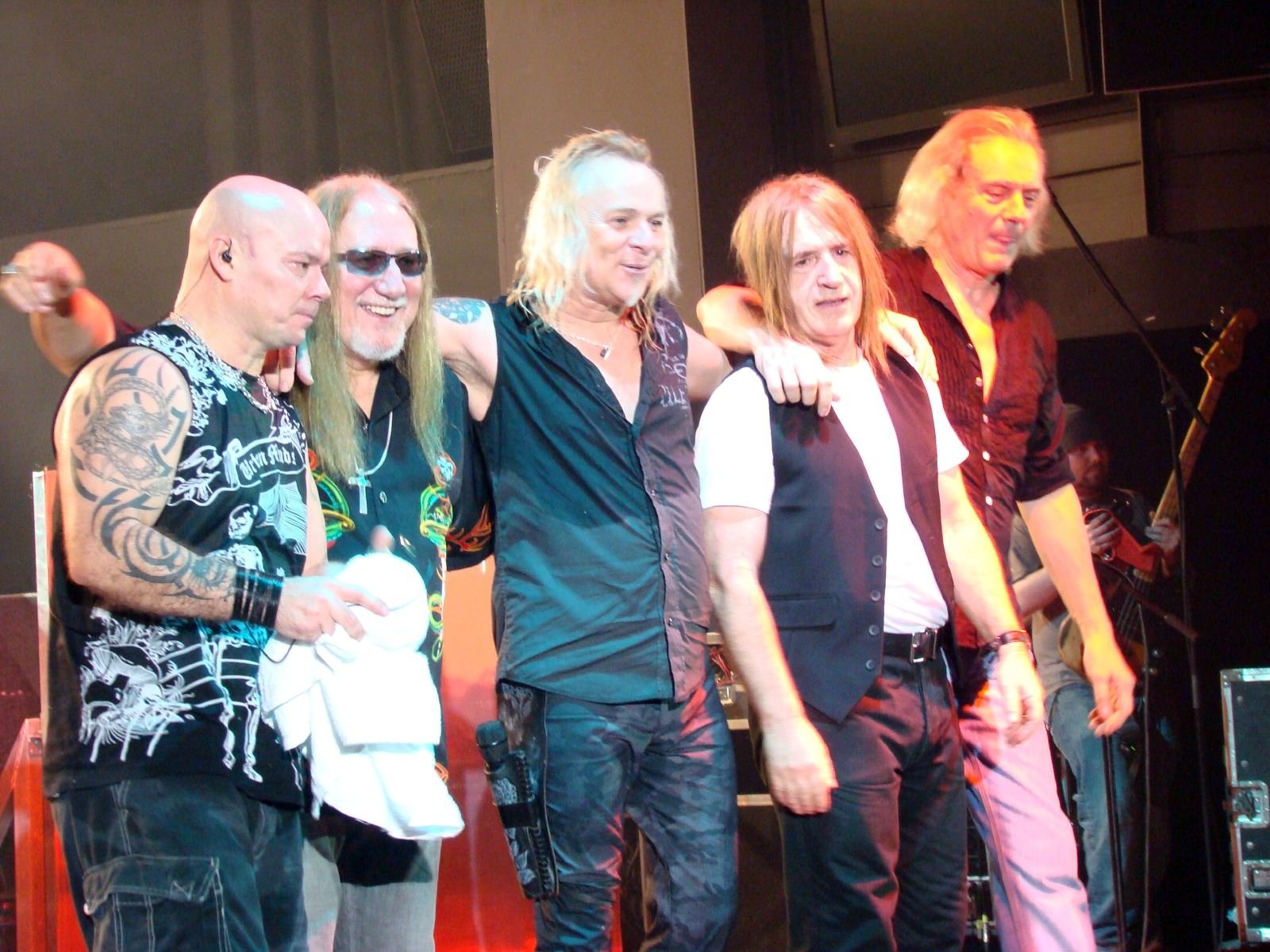
2008年ラインナップ

2007年、健康上の理由からリー・カースレイクが脱退。最も長続きした1986年からのラインナップが終わる。後任としてラッセル・ギルブルックが加入。2008年、10年振りのスタジオ・アルバムとなる『ウェイク・ザ・スリーパー』を発表。2009年、最新メンバーによる往年の名曲の新録＋新曲2曲のデビュー40周年記念ベスト盤『Celebration』をリリース。
2010年、デビュー40周年記念 川崎クラブチッタにて19年ぶり三度目の来日。「悪魔と魔法使い」完全再現ライブを行った。ゲストでは元ホワイト・スネイクのミッキー・ムーディが参加。このライブは『Official Bootleg vol3:Live in Kawasaki Japan 2010』としてCD化され、2013年に『ライヴ・イン・カワサキ 2010』として国内盤が発売された。2011年4月、22ndアルバム『イントゥ・ザ・ワイルド』をリリース。

### トレヴァー・ボルダー死去
2013年、現行メンバーであったトレヴァー・ボルダーが癌のため死去（62歳没）。ボルダー療養中のツアーの代役はデイヴィー・リマーが務め、彼の死去を受けて正式メンバーに昇格した。その後、彼を迎えたラインナップで、2014年6月に通算23枚目のスタジオ・アルバム『異端審問』をリリースした。
2016年、デビュー45周年記念 ジョン・ロートン率いるルシファーズ・フレンドと大阪Zeppなんば、川崎クラブチッタで来日ジョイント公演を開催した。
2018年、25thアルバム『桃源郷』をリリース。
2020年、9月19日に長期間バンドを支えたリー・カースレイクが末期がんのため死去（73歳没）。11月4日、創設メンバーのケン・ヘンズレーが死去（75歳没）。

### バンド名
「スパイス」から「ユーライア・ヒープ」への改名について、ミック・ボックスは1995年版CDのライナーノーツに「スタジオに入った時は4人組のスパイスだったのに、出てきた時は5人組のユーライア・ヒープになっていた」と書いている。
ユーライア・ヒープの由来は、イギリスの小説家チャールズ・ディケンズ（1812年‐1870年）の小説『デイヴィッド・コパフィールド』（1849年）の登場人物「ユライア・ヒープ」である。この改名は当時プロデュ―サー兼マネージャーだったジェリー・ブロン（1933年‐2012年）の提案によるもので、1970年は没後100周年でイギリス国内がディケンズ・ブームだったためにこの名前が目に留まったという。デビュー・アルバムのタイトル...Very 'Eavy ...Very 'Umbleもディケンズの描写に由来し、"heavy"と"humble"の"h"を脱落させたのもヒープの喋り方を模した結果だった。

## メンバー
※2023年8月時点

### 現ラインナップ
- ミック・ボックス (Mick Box) - ギター（1969年-現在、唯一のオリジナルメンバー、元スパイス）
- フィル・ランゾン (Phil Lanzon) - キーボード（1986年-現在、四代目キーボーディスト、元グランプリ）
- バーニー・ショウ (Bernie Shaw) - ボーカル（1986年-現在、六代目ボーカリスト、元グランプリ、元プレイング・マンティス、元ストレイタス）
- ラッセル・ギルブルック (Russell Gilbrook) - ドラムス（2007年-現在、七代目ドラマー、元ベドラム、元クリス・バーバー・バンド、元G.O.D.S）
- デイヴ・リマー (Dave Rimmer) - ベース（2013年-現在、七代目ベーシスト）

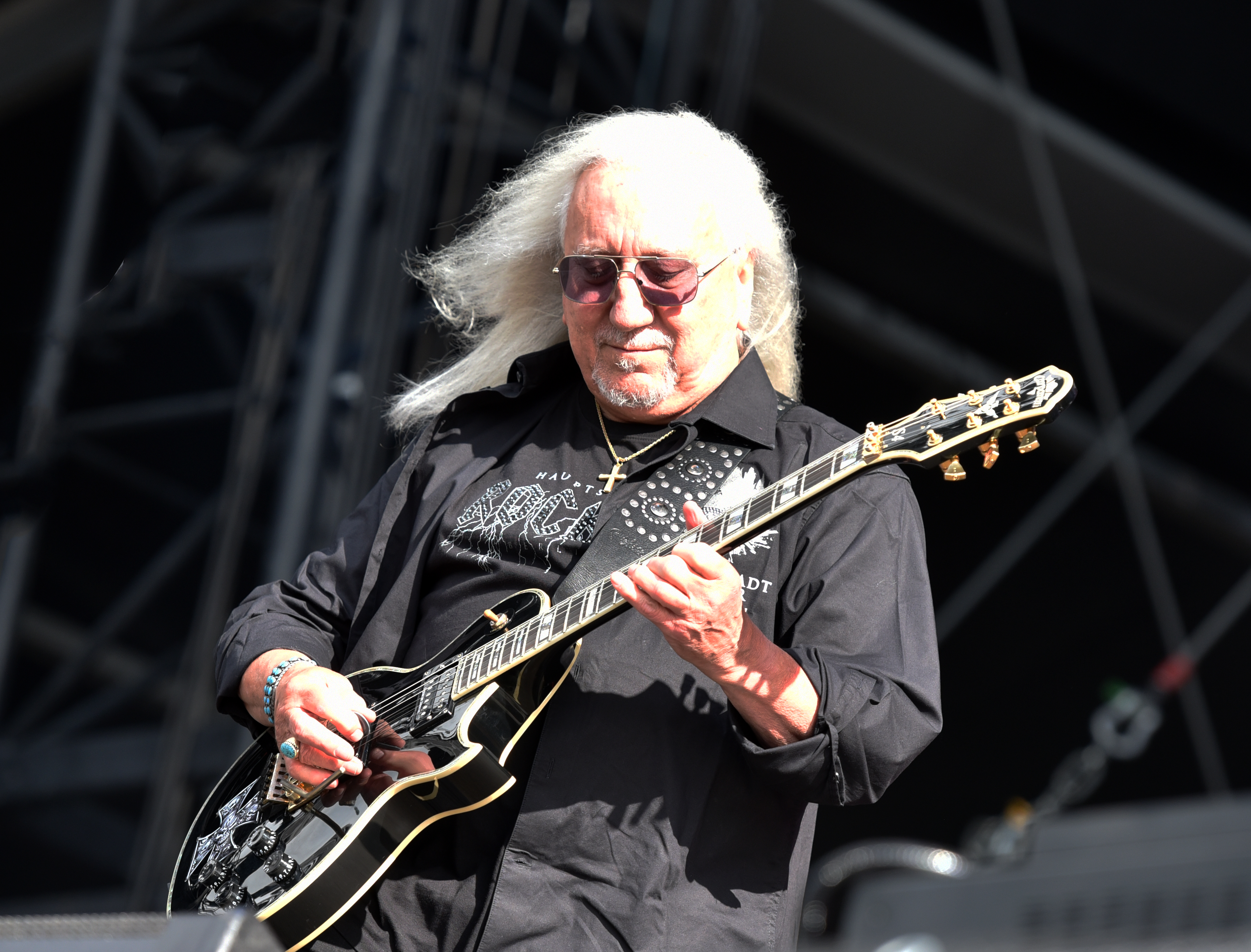
ミック・ボックス(G) 2023年
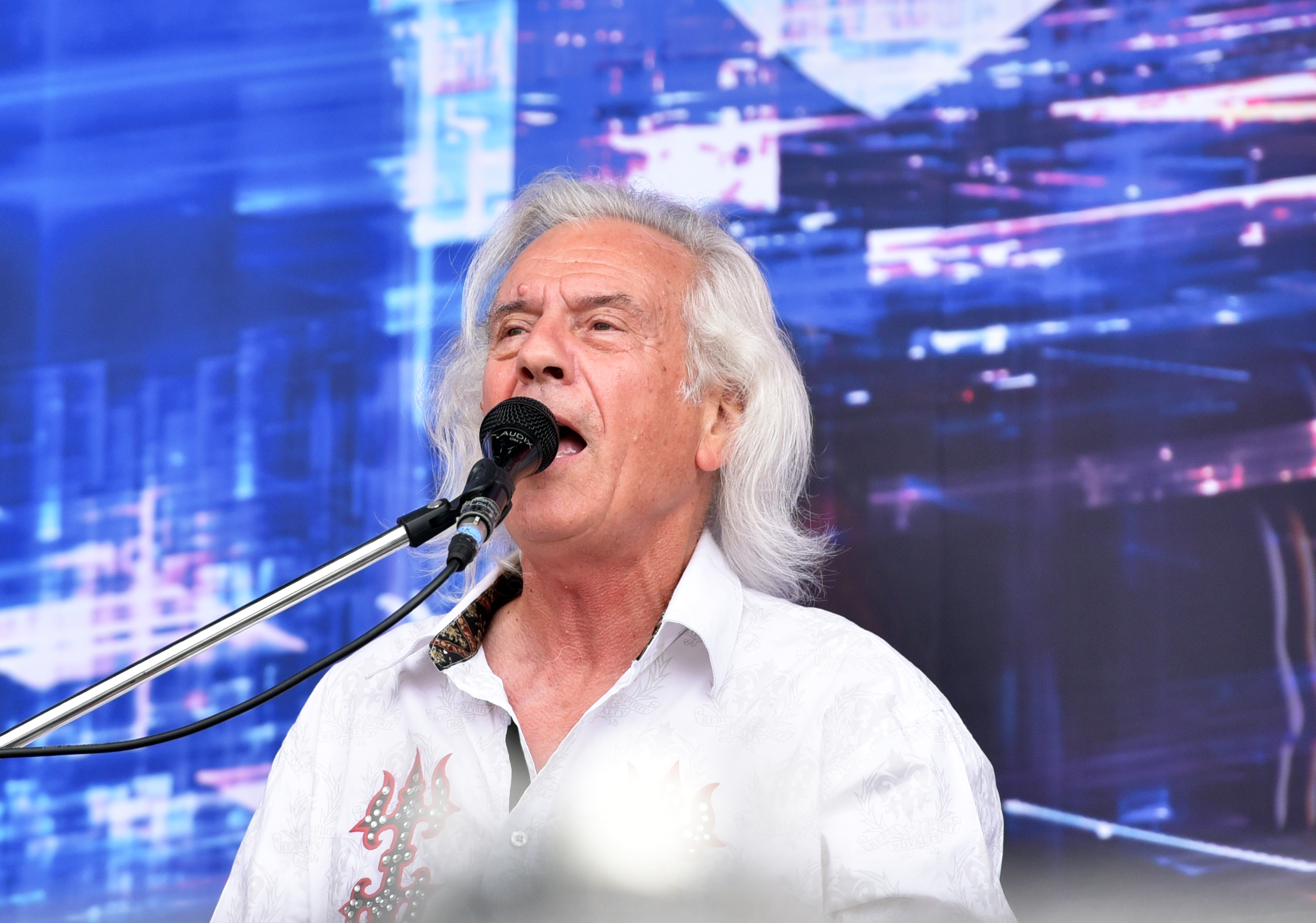
フィル・ランゾン(Key) 2023年
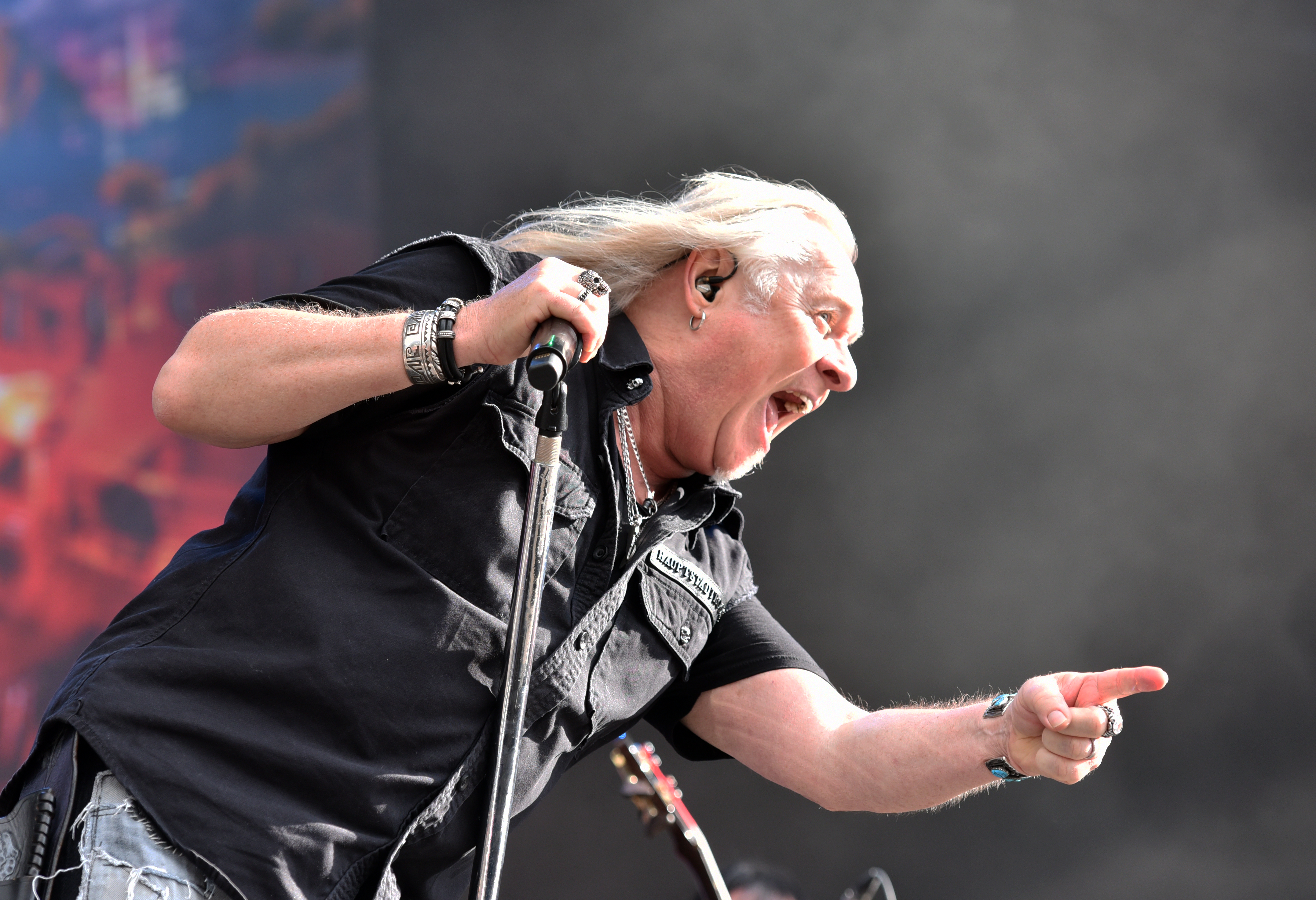
バーニー・ショー(Vo) 2023年
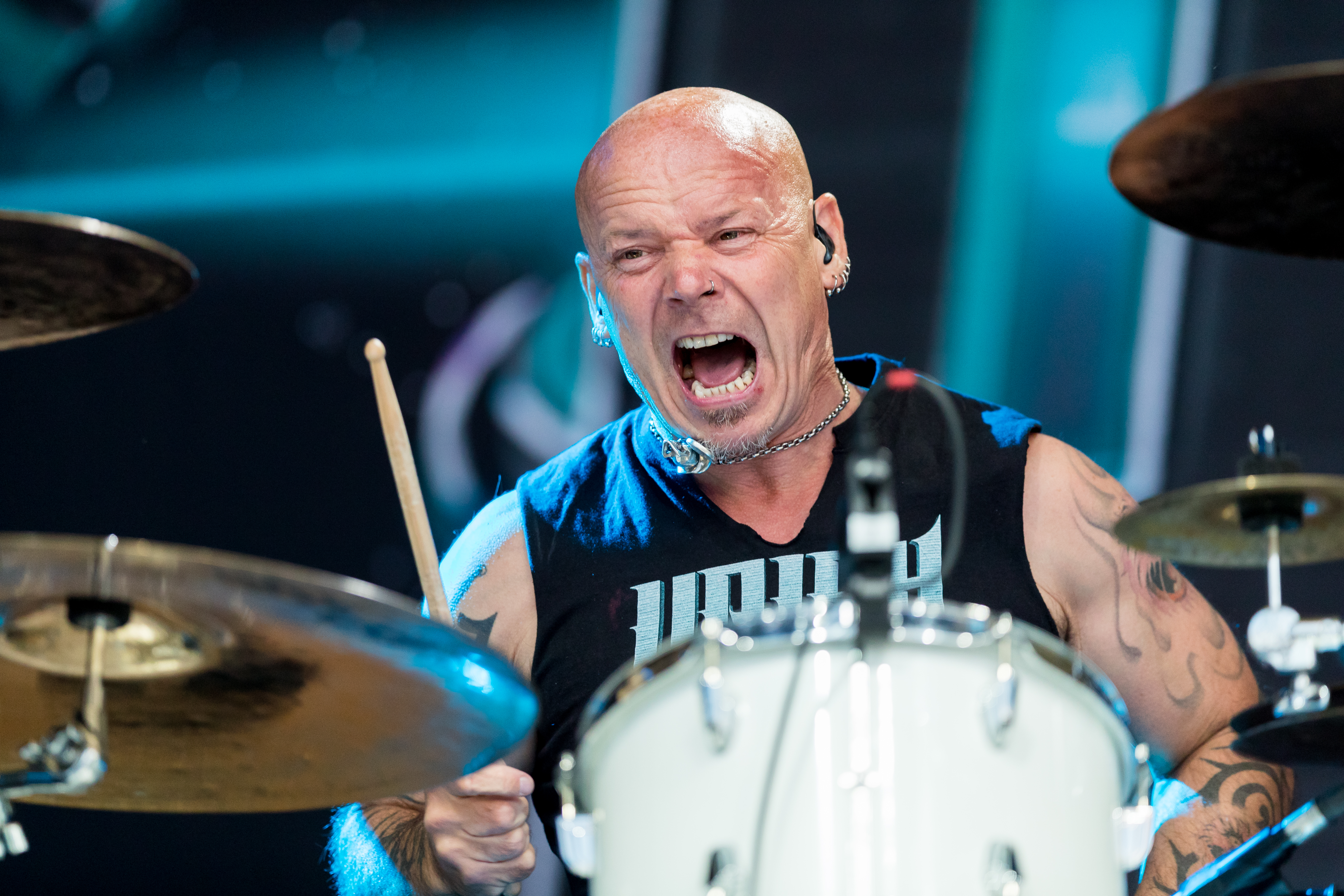
ラッセル・ギルブルック(Ds) 2018年
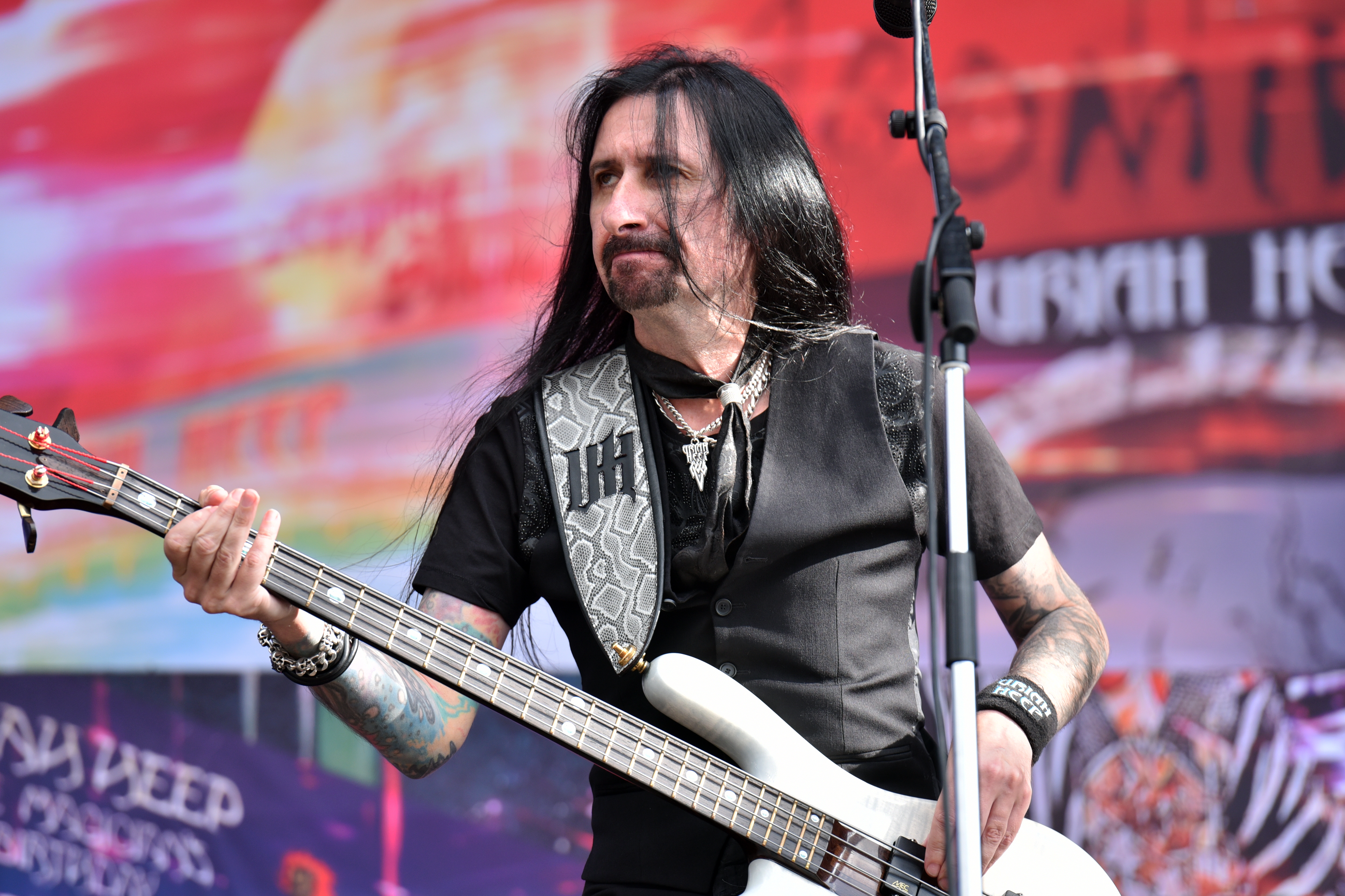
デイヴ・リマー(B) 2023年

### 旧メンバー

#### ボーカル
- デイヴィッド・バイロン (David Byron)（1969年-1976年、初代ボーカリスト、故人、元スパイス。脱退後は、ラフ・ダイアモンド、ソロ）
- ジョン・ロートン (John Lawton)（1976年-1979年、二代目ボーカリスト、故人、元アステリックス、元ルシファーズ・フレンド、元レス・ハンフリーズ・シンガーズ。脱退後はルシファーズ・フレンド、レベル、ZAR、ルシファーズ・フレンドII、ガンヒル、ソロ、オン・ザ・ロックス）
- ジョン・スローマン (John Sloman)（1979年-1981年、三代目ボーカリスト、元パルサー、元ローン・スター。脱退後はゲイリー・ムーア・バンド、ポール・ヤング・バンド、ソロ、セッション・ボーカリスト ※プレイング・マンティスなど）
- ピーター・ゴールビー (Peter Goalby)（1981年-1985年、四代目ボーカリスト、元フェイブル、元トラピーズ。脱退後はパーフェクト・ストレンジャー、ソロ）
- ステフ・フォンテイン (Steff Fontaine)（1986年、五代目ボーカリスト、元ジョシュア。脱退後はハートエイク・シティ）

#### キーボード
- ケン・ヘンズレー (Ken Hensley)（1970年-1980年、初代キーボーディスト、リズムギター、故人、元ゴッズ、元ヘッド・マシーン、元トー・ファット。脱退後はブラックフット、ソロ）
- グレッグ・デシャート (Gregg Dechert)（1980年-1981年、二代目キーボーディスト、元パルサー。脱退後はデヴィッド・ギルモア・バンド、バッド・カンパニー）
- ジョン・シンクレア（英語版） (John Sinclair)（1981年-1985年、三代目キーボーディスト、元ヘヴィ・メタル・キッズ、元ライオン。脱退後はオジー・オズボーン・バンド）

#### ドラムス
- アレックス・ネピアー (Alex Napier)（1969年、初代ドラマー）
- ナイジェル・オルソン (Nigel Olsson)（1970年、二代目ドラマー、元プラスチック・ペニー。脱退後はエルトン・ジョン・バンド、ソロ、ウォーパイプス、セッションドラマー）
- キース・ベイカー (Keith Baker)（1970年、三代目ドラマー、元ベイカールー。デビュー前のスーパートランプに在籍したこともある。）
- イアン・クラーク (Ian Clarke)（1970年-1971年、四代目ドラマー、元クレシダ）
- リー・カースレイク (Lee Kerslake)（1971年-1979年、1981年-2007年、五代目(全盛期)ドラマー、故人、元ゴッズ、元ナショナル・ヘッド・バンド。脱退後はオジー・オズボーン・バンド）
- クリス・スレイド (Chris Slade)（1979年-1981年、六代目ドラマー、元トム・ジョーンズ＆スクワイヤーズ、元トゥーモロー、元マンフレッド・マンズ・アースバンド、元テラ・ノヴァ。脱退後はゲイリー・ニューマン・バンド、デヴィッド・ギルモア・バンド、ザ・ファーム、ゲイリー・ムーア・バンド、AC/DC、エイジア）

#### ベース
- ポール・ニュートン (Paul Newton)（1969年-1971年、初代ベーシスト、元ゴッズ）
- マーク・クラーク (Mark Clarke)（1971年-1972年、二代目ベーシスト、元コロシアム。脱退後はテンペスト、ナチュラル・ガス、レインボー、ヘンリー・グロス・バンド、ビリー・スクワイアー、イアン・ハンター・バンド、マウンテン、デイヴィー・ジョーンズ・バンド、コロシアム）
- ゲイリー・セイン (Gary Thain)（1972年-1975年、三代目(全盛期)ベーシスト、故人、元キーフ・ハートリー・バンド）
- ジョン・ウェットン (John Wetton)（1975年-1976年、四代目ベーシスト兼ボーカリスト、故人、元モーグル・スラッシュ、元ファミリー、元キング・クリムゾン。脱退後はU.K.、ウィッシュボーン・アッシュ、エイジア、ウェットン・マンザネラ、クァンゴ、ウェットン・ダウンズ、ソロ）
- トレヴァー・ボルダー (Trevor Bolder)（1976年-1981年、1983年-2013年、五代目ベーシスト、故人、元スパイダーズ・フロム・マーズ。脱退後はウィッシュボーン・アッシュ）
- ボブ・デイズリー (Bob Daisley)（1981年-1983年、六代目ベーシスト、元カーバス・ジュート、元チキン・シャック、元ウィドウメイカー、元レインボー、元オジー・オズボーン・バンド。脱退後はオジー・オズボーン・バンド、ゲイリー・ムーア・バンド、ブラック・サバス、マザーズ・アーミー、カーバス・ジュート、フーチー・クーチー・メン）

## ディスコグラフィ

### スタジオ・アルバム
- 『ユーライア・ヒープ・ファースト』 - ...Very 'Eavy ...Very 'Umble (1970年)
- 『ソールズベリー』 - Salisbury (1971年)
- 『対自核』 - Look at Yourself (1971年)
- 『悪魔と魔法使い』 - Demons and Wizards (1972年)
- 『魔の饗宴』 - The Magician's Birthday (1972年)
- 『スイート・フリーダム』 - Sweet Freedom (1973年)
- 『夢幻劇』 - Wonderworld (1974年)
- 『幻想への回帰』 - Return to Fantasy (1975年)
- 『ハイ・アンド・マイティ』 - High and Mighty (1976年)
- 『ファイアフライ』 - Firefly (1977年)
- 『罪なきいけにえ』 - Innocent Victim (1977年)
- 『堕ちた天使』 - Fallen Angel (1978年)
- 『征服者』 - Conquest (1980年)
- 『魔界再来』 - Abominog (1982年)
- 『ヘッド・ファースト』 - Head First (1983年)
- 『イクウェイター』 - Equator (1985年)
- 『レイジング・サイレンス』 - Raging Silence (1989年)
- 『ディファレント・ワールド』 - Different World (1991年)
- 『シー・オブ・ライト』 - Sea of Light (1995年)
- 『ソニック・オリガミ』 - Sonic Origami (1998年)
- 『ウェイク・ザ・スリーパー』 - Wake the Sleeper (2008年)
- 『イントゥ・ザ・ワイルド』 - Into the Wild (2011年)
- 『異端審問』 - Outsider (2014年)
- 『桃源郷』 - Living the Dream (2018年)
- 『獄彩色』 - Chaos & Colour (2023年)

### ライブ・アルバム
- 『ユーライア・ヒープ・ライヴ』 - Uriah Heep Live (1973年)
- 『ライヴ・イン・ヨーロッパ1979』 - Live in Europe 1979 (1986年)
- Live at Shepperton '74 (1986年)
- 『ライヴ・イン・モスクワ』 - Live in Moscow (1988年)
- 『スペルバインダー〜ライヴ・イン・ジャーマニー〜』 - Spellbinder Live (1996年)
- 『キング・ビスケット・ライヴ』 - King Biscuit Flower Hour Presents Uriah Heep in concert (1997年)
- Future Echoes of the Past (2000年)
- 『アコースティカリー・ドリヴン〜ライヴ2000』 - Acoustically Driven (2001年)
- Electrically Driven (2001年)
- 『真・魔の饗宴〜ライヴ2001』 - The Magician's Birthday Party (2002年)
- 『ライヴ・イン・ザ・USA〜ライヴ2002』 - Live in the USA (2003年)
- 『マジック・ナイト〜ライヴ2003』 - Magic Night (2004年)
- 『ライヴ・イン・アルメニア』 - Live in Armenia (2011年)
- 『即自への誘い〜ライヴ・アット・ココ』 - Live at Koko - London 2014 (2015年)
- 『ビトゥイーン・トゥー・ワールズ〜ライヴ2004』 - Between Two Worlds (Featuring Osibisa) (2018年)

オフィシャル・ブートレグ
- Official Bootleg Series Vol. 1: Live at Sweden Rock Festival 2009 (2010年)
- Official Bootleg Series Vol. 2: Live in Budapest, Hungary 2010 (2010年)
- 『ライヴ・イン・カワサキ 2010』 - Official Bootleg Series Vol. 3: Live in Kawazaki, Japan 2010 (2010年)
- Official Bootleg Series Vol. 4: Live in Brisbane, Australia 2011 (2011年)
- Official Bootleg Series Vol. 5: Live in Athens, Greece 2011 (2012年)
- Official Bootleg Series Vol. 6: Live at the Rock of Ages Festival 2008 (2013年)

## 日本公演

### 1973年
- 3月16日 東京・日本武道館
- 3月17日 名古屋・名古屋市公会堂
- 3月19日 名古屋・名古屋市公会堂
- 3月20日 大阪・大阪厚生年金会館
- 3月21日 大阪・大阪厚生年金会館